# Black Village
Black Village est un roman français de Lutz Bassmann, hétéronyme d'Antoine Volodine, publié par les éditions Verdier en 2017.

## Trame narrative
À une époque indéterminée (futur post-soviétique), dans une région indéterminée du monde (incluant des résistances dans les Monts Orbise), trois personnages, Tassili, Goodmann et Myriam, marchent et survivent dans l'obscurité, du moins aux deux premiers chapitres (Noir 1, Noir 2), avant que Goodmann ne réinvente une flamme, et aux deux derniers (Noir 3 et Noir 4). Les 31 autres chapitres encadrés sont des récits interrompus au milieu d'une phrase.

## Scénario
Le Parti, ou l'Organisation, recrute des nettoyeurs, chargés d'exterminer l'ennemi, de manière individuelle, et tous les obstacles éventuels. La résistance est plus collective.
Les lieux sont des sites en déshérence : village, entrepôt, hôpital, monastère, théâtre, container d'ordures, camp de réfugiés, route, forêt. Les modes de déplacement sont défectueux : moto, voiture, camion, camionnette, tram, train, bateau, avec même un problème de gravitation (p. 47), et des sols incertains. Le matériel est souvent déglingué : couteau, pistolet, fusil, carabine... Les traquenards et fusillades entraînent des blessures, une table d'opération, des médecins.
Les personnages humains sont surtout des personnes hors d'âge, des vieilles, un guérisseur, des snipers, un alien (p. 67). Les personnages non humains sont des araignées, des mouches, des chiens, des rats, une musaraigne, un oiseau à taille humaine (p. 104), autant d'obstacles ou de cibles pour un déplacement sûr dans l'obscurité. L'obscurité ou la semi-obscurité règne, avec averse, pluie, bruine, silence, puanteur.
Comme tout épisode est interrompu, toute tentative pour le lecteur d'organiser une succession est bloquée.

## Personnages
Pour les mêmes raisons de discontinuité narrative, les personnages sont souvent anonymes, ou leurs noms sont des coquilles vides interchangeables. Certains renvoient au contraire à des personnages récurrents de la galaxie volodinienne.
- Médéa Kruntz, Clara Schiff, Anassiya Kong, Abimaël Fischmann, sarah Agamemnian, Marta Bogoumil, Aldo Tritzang, Myriamne Chouïgo, Bouïna Yoghideth, Igriyana Gogshog, Yalzane Oïsmoqe,
- Korkounuff Quelque Chose, Yaabadgul Quelque Chose,
- Kortchigan, Yoïsha, Oshayava, Gromov, Klokov, Soldatov, Skvortsov, Groudin, Quantz, Schmumm, Kirkovian, Nourdouchvili, Bortchouk, Demidian, Krentzer...

## Éditions
- Black Village, Verdier, Lagrasse, 2017, 208 pages  (ISBN 978-2-86432-932-9)

## Réception
L'ouvrage fait l'objet de quelques recensions favorables,,.

## Citations
- Rendez-vous dans un demi-siècle. (p. 23)
- Un cauchemar, ou un piège métaphysique, ou quoi ? (p. 34)
- écrire ses rêves, archiver ses rêves...
- la dérive apocalyptique de l'univers (p. 62).
- Les glissements entre réalité et rêve, entre souvenirs et fantasmes, entre néant et cauchemar (p. 81).
- Les héros, les héros véritables, les héros sans grade ete sans nom, crachaient sur les enthousiastes du nouveau pouvoir des rafales de palabres dures et des billes perçantes, hacheuses, heurteuses, perforantes, cruelles, fatales peut-être... (p. 93).
- Quarante ans plus tôt, elle avait échappé à la troisième extermination des Ybürs (p. 102).
- Comme dans nos ténèbres nous n'avions aucun meilleur repère matériel autre que celui de la parole, chacun de nous, à son tour, avait proféré un discours. L'idée était d'inventer des récits, des narrats, de mettre en scène quelques personnages issus de presque nulle part ou de nos très vagues souvenirs et, surtout, de voir si nous pouvions boucler notre histoire et donc contredire la théorie de l'inaboutissement  que Myriam, notre petite sœur, continuait à défendre. Or, tout à fait indépendamment de notre volonté, nos histoires s'interrompaient brusquement et comme sans raison, et il était impossible de les reprendre (p. 12).